# Mix&Match
Mix&Match es el segundo EP del grupo femenino surcoreano Loona, de la subunidad Loona Odd Eye Circle. Fue publicado el 21 de septiembre de 2017 por Blockberry Creative. El álbum consiste en cinco canciones, incluyendo el sencillo «Girl Front». La unidad está formada por Kim Lip, JinSoul y Choerry.

## Antecedentes y promoción
El grupo empezó a promocionar el álbum el 9 de septiembre de 2017, al publicar fotos del grupo e individuales para cada miembro durante cuatro días. Los detalles del álbum fueron publicados el 14 de septiembre de 2017, junto a la confirmación de la fecha de lanzamiento y la lista de canciones. A esto le siguieron más fotos y avances del vídeo musical y canciones del álbum, entre el 18 y 19 de septiembre respectivamente a través del canal oficial de Youtube del grupo. 
El álbum fue lanzado el 21 de septiembre de 2017, al igual que el vídeo musical de «Girl Front». A partir de esta fecha la unidad empezó a promocionar el álbum en varios programas de música.
El 31 de octubre de 2017 lanzaron una reedición del álbum llamada Max&Match.

## Lista de canciones
| N.º   | Título       | Letras                               | Música                                                     | Duración |  |
| 1.    | «Odd»        | G-high (MonoTree)                    | Ollipop, Hayley Aitken                                     | 0:45     |  |
| 2.    | «Girl Front» | 박지연, 황현 (MonoTree), Jaden Jeong | Ollipop, Hayley Aitken                                     | 3:16     |  |
| 3.    | «Loonatic»   | G-High (MonoTree)                    | G-High, 김유석 (MonoTree)                                  | 3:00     |  |
| 4.    | «Chaotic»    | Artronic Waves, Safira.K, David Kate | Artronic Waves, David Kater                                | 3:59     |  |
| 5.    | «Starlight»  | GDLO, 박지연 (MonoTree)              | Hyuk Shin (Joombas), NOPARI (MonoTree), JJ Evans (Joombas) | 3:21     |  |
| 11:21 |              |                                      |                                                            |          |  |

Max&Match

| N.º   | Título                         | Letras                               | Música                                                      | Duración |  |
| 1.    | «Add»                          |                                      | NOPARI, GDLO, 황현 (MonoTree)                               | 1:11     |  |
| 2.    | «Sweet Crazy Love»             | 박지연 (MonoTree)                    | Daniel Kim, Charli Taft, Thomas Sardorff, G-high (MonoTree) | 3:36     |  |
| 3.    | «Uncover»                      | G-high (MonoTree)                    | G-high (MonoTree)                                           | 3:20     |  |
| 4.    | «Odd»                          | G-high (MonoTree)                    | Ollipop, Hayley Aitken                                      | 0:45     |  |
| 5.    | «Starlight»                    | GDLO, 박지연 (MonoTree)              | Hyuk Shin (Joombas), NOPARI (MonoTree), JJ Evans (Joombas)  | 3:21     |  |
| 6.    | «Odd Front»                    | G-High (MonoTree)                    | Ollipop, Hayley Aitken                                      | 3:46     |  |
| 7.    | «Loonatic» (Versión en inglés) | Artronic Waves, Safira.K, David Kate | G-high, 김유석 (MonoTree)                                   | 3:00     |  |
| 28:29 |                                |                                      |                                                             |          |  |

## Posicionamiento en listas

### Álbum
| Lista (2018)                            | Mejor posición |
| --------------------------------------- | -------------- |
| Corea del Sur (Gaon Chart)              | 16             |
| Estados Unidos (Billboard World Albums) | 10             |

## Ventas
| País                       | Ventas |
| -------------------------- | ------ |
| Corea del Sur (Gaon Chart) | 4842+  |